# Jon Cortina

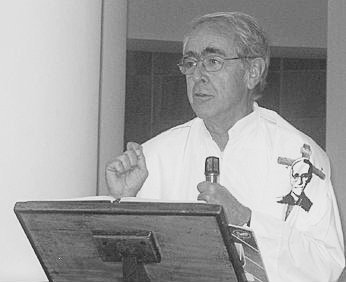
Jon Cortina

Jon Cortina Garaigorta SJ (* 8. Dezember 1934 in Bilbao; † 12. Dezember 2005 in Guatemala-Stadt) war ein spanisch-salvadorianischer Jesuit und Menschenrechtsaktivist.

## Leben
Cortina stammte aus einer baskischen Familie. 1953 trat er in den Jesuitenorden ein, 1955 begab er sich erstmals nach El Salvador. Er studierte Philosophie und Theologie an der Philosophisch-Theologischen Hochschule Sankt Georgen in Frankfurt am Main und Ingenieurwissenschaften in Madrid. 1968 erfolgte die Priesterweihe. 1973 wurde Cortina in Ingenieurwissenschaften mit einer Arbeit über seismische Bewegungen in El Salvador promoviert. 1974 wurde er Professor für Ingenieurwissenschaften an der Universidad Centroamericana “José Simeón Cañas” (UCA) in San Salvador.
Cortina engagierte sich in El Salvador für den Bau von Brunnen, Straßen und Brücken. 1977 wurde er nach der Ermordung seines Mitbruders Rutilio Grande Pfarrer in dessen Gemeinde Aguilares. In den 1980er Jahren wurde er Pfarrer in einer Landgemeinde in Guarjila (Departamento Chalatenango), ohne seine Lehrtätigkeit aufzugeben. Als am 16. November 1989 das salvadorianische Militär ein Massaker an den an der UCA beschäftigten jesuitischen Befreiungstheologen und ihren Hausangestellten anrichtete, überlebte Cortina – ähnlich wie sein Kollege Jon Sobrino – durch Zufall, da er sich gerade in seiner Gemeinde aufhielt. Die Medien nahmen zunächst an, dass er sich ebenfalls unter den Ermordeten befunden habe; auf der Rückfahrt nach San Salvador hörte Cortina, wie er im Radio unter den Opfern des Massakers genannt wurde. Cortina verließ El Salvador nach dem Massaker nicht und blieb weiterhin Pfarrer in Guarjila.
1994 gründete er die Menschenrechtsorganisation Asociación Pro Búsqueda de Niñas y Niños Desaparecidos (Vereinigung für die Suche nach verschwundenen Kindern), die sich in der Folge des Salvadorianischen Bürgerkriegs der Suche nach verschwundenen, verwaisten und illegal adoptierten Kindern widmete. Cortina rief die Initiative ins Leben, weil sich seiner Ansicht nach die von den Vereinten Nationen nach dem Krieg eingesetzte Wahrheitskommission diesem Anliegen nur unzulänglich gewidmet hatte. 2004 sagte Cortina in einem Prozess zur Ermordung Óscar Romeros in Fresno, Kalifornien aus.
Am 24. November 2005 erlitt Jon Cortina in Guatemala-Stadt, wo er sich wegen einer Konferenz aufhielt, einen Hirnschlag. Im Koma liegend wurde er in das Krankenhaus Nuestra Santísima Señora del Pilar eingeliefert, wo er am 12. Dezember starb.

## Auszeichnungen
- 2001: Premio Memorial por la Paz “Josep Vidal y Llecha”
- 2007: Jaime-Brunet-Preis für Menschenrechte